# جيليان غيلبرت
جيليان غيلبرت (بالإنجليزية: Gillian Gilbert)‏ هي مغنية وعازفة قيثارة بريطانية، ولدت في 27 يناير 1961 في Whalley Range, Manchester ‏ في المملكة المتحدة.

## وصلات خارجية
- جيليان غيلبرت على موقع IMDb (الإنجليزية)
- جيليان غيلبرت على موقع ميوزك برينز (الإنجليزية)
- جيليان غيلبرت على موقع قاعدة بيانات برودواي على الإنترنت (الإنجليزية)
- جيليان غيلبرت على موقع أول ميوزيك (الإنجليزية)
- جيليان غيلبرت على موقع ديسكوغز (الإنجليزية)
- جيليان غيلبرت على موقع قاعدة بيانات الفيلم (الإنجليزية)